# Globiceps fulvicollis
Globiceps fulvicollis is een wants uit de familie van de blindwantsen (Miridae). De soort werd het eerst wetenschappelijk beschreven door Vasiliy Ewgrafowitsch Jakovlev in 1877.

## Uiterlijk
De zwart tot donkerbruine, langwerpig gevormde blindwants heeft opvallende geelachtige vlekken op de voorvleugels. De mannetjes zijn langvleugelig (macropteer) en kunnen 5 tot 6,5 mm lang worden, de vrouwtjes kunnen langvleugelig of kortvleugelig zijn. De kortvleugelige wantsen blijven kleiner, 4,5 tot 5,5 mm. De bolvormige kop, het aan de achterkant verhoogde halsschild en het scutellum zijn zwart. Van de voornamelijk zwarte antennes is het eerste segment geel gekleurd. De voorvleugels zijn tot het midden geel, de uiteinden van het verharde deel van de voorvleugel (cuneus) zijn geel met een zwarte punt. De pootjes zijn bruingeel of bruinrood met zwarte tarsi. Globiceps fulvicollis lijkt heel erg op Globiceps flavomaculatus; die is meestal echter iets groter. Ook Dryophilocoris flavoquadrimaculatus kan verward worden met de Globiceps fulvicollis; die heeft echter geen verhoogde achterkant van het halsschild, minder gele vlekken aan de voorkant van de voorvleugels en andere beharing.

## Leefwijze
De volwassen wantsen worden waargenomen van eind mei tot augustus in heidegebieden, duinen en plekken met matige schaduw. Er is één generatie per jaar en de wantsen overwinteren als eitje.

## Leefgebied
Het verspreidingsgebied van de wants is Palearctisch, van Europa tot Mongolië in Azië. In Nederland zijn de wantsen te zien op hoge zandgronden en de waddeneilanden.